# Калинин, Виталий Александрович
Виталий Александрович Калинин (5 декабря 1935, Альняш, Фокинский район, Свердловская область, РСФСР, СССР — 8 ноября 2024, Екатеринбург) — машинист завалочной машины сталеплавильного цеха Верх-Исетского завода Свердловской области, Герой Социалистического Труда (1985). Почётный гражданин Свердловска (1986).

## Биография
Родился 5 декабря 1935 года в селе Альняш Свердловской области (ныне — село в составе города Чайковский Пермского края) в семье сельской учительницы и председателя сельского Совета. В семье было пятеро детей. Семья проживала в деревне Романята. Отец и старший брат ушли на фронт.
Трудовую деятельность начал в колхозе. Прошёл срочную службу в Берлинском подразделении КГБ, был в звании сержанта. Демобилизовался в 1958 году, вернувшись в родное село, женился.
В 1958—1959 годах семья жила в Нижнем Тагиле, Виталий Александрович работал на Нижнетагильском металлургическом заводе, там же закончил вечернюю школу. В 1959—1966 годах семья переехала в Чайковский, и Виталий Александрович работал машинистом крана, бригадиром. В 1966 году семья переехала в Свердловск, где Виталий Александрович работал крановщиком, машинистом завалочной машины в сталеплавильном цехе на Верх-Исетском заводе.
В 1976 году избран депутатом Верховного Совета РСФСР IX созыва.
Скончался в Екатеринбурге 8 ноября 2024 года в возрасте 88 лет. Похоронен на Широкореченском кладбище.

## Награды
За свои достижения был награждён:
- орден Трудового Красного Знамени[4];
- орден Ленина;
- орден Трудовой Славы[4];
- Герой Социалистического Труда с золотой медалью «Серп и Молот» и орден Ленина (04.04.1985);
- Почётный гражданин Свердловска (1986)[4].